# 拉雷斯镇
拉雷斯镇（義大利語：Borgo Lares），是意大利特伦蒂诺-上阿迪杰大区特倫托自治省的市镇。市镇面积为22.62平方公里，2016年人口数量为713人。
该市镇是在2016年1月1日由博尔贝诺和祖克洛两市镇合并而成的。